# Terrorisme

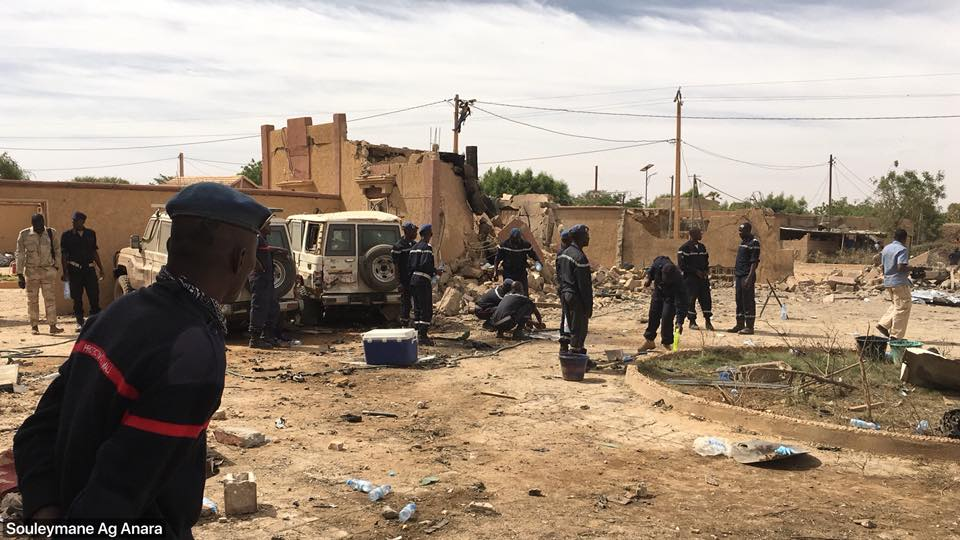
Escena després d'un atemptat terrorista a Gao.

El mot terrorisme s'utilitza per a definir un tipus d'utilització de la violència de manera sistemàtica i sovint indiscriminada per aconseguir objectius polítics, condicionar el comportament de la societat civil o aclarir comptes per decisions preses i irreversibles. Les accions terroristes poden consistir en atemptats contra béns o persones, segrestos, repressió, tortura, etc. El significat de terrorisme, tot i que és un concepte que va canviar al llarg del temps, avui dia porta associat el concepte condemnable.
El primer problema amb què es troben els organismes supranacionals, com l'Organització de les Nacions Unides o la Unió Europea és la dificultat per trobar una definició per la paraula, ja que qualsevol proposta troba la desaprovació d'un o altre grup d'estats, segons la seva problemàtica concreta. En els Estats Units, per exemple, es parla de "terrorisme" únicament quan un atac és contra ells però mai quan són els atacants amb la mateixa acció (vegeu: Sinònims de "guerra"). Altres denominacions d'una possible acció terrorista són les d'acció preventiva, lluita armada o operació militar.
Per això, la utilització del terme terrorisme sol ser polèmica. Molts dels grups considerats habitualment com a terroristes s'autodefineixen com a exèrcits, grups d'alliberament popular, etc. D'altra banda, molts governs, sobretot dictadures, utilitzen el terme terrorisme o terrorista per atacar i desprestigiar organitzacions o persones contràries al govern o la seva ideologia.
De vegades també s'utilitza el terme terrorisme d'estat en casos de violacions flagrants dels drets humans per part del govern d'un estat, sobretot en el cas de la utilització de grups paramilitars o forces irregulars en la persecució de determinats grups ètnics, socials, religiosos o ideològics.
La presència de dones al terrorisme no és cap novetat, senyala Kerry Lay a la seua dissertació.

## Definicions

### Acadèmiques
El Diccionari de l'Institut d'Estudis Catalans en la versió en línia defineix el terme «terrorisme» com:
| « | 1. m. Moviment polític que utilitza el terror basat en la violència com a eina de pressió. | » |

El Gran Diccionari de la llengua catalana d'Enciclòpedia Catalana en la seva versió en línia el defineix com:
| « | 1. m. Utilització de la violència, d'una manera sistemàtica i sovint indiscriminada, en la lluita social i política. | » |

El Diccionari català-valencià-balear en la seva versió en línia defineix «terrorisme» com:
| « | 1. m. Sistema d'intimidació per un seguit de violències que infonen terror. | » |

L'investigador Luis de la Corte Ibáñez explica al seu llibre com hi ha molts periodistes i polítics a més d'alguns analistes i ciutadans que creuen que el terme "terrorisme" és avaluatiu solament útil per a condemnar. Açò deixa el terme subjecte a un caràcter relatiu que fa que un fenomen siga avaluat com a terrorista mentre que per a d'altres siga un lluitador per la llibertat. L'investigador rebutja aquest. Aquest terme ha sigut utilitzat demagògicament per a desqualificar l'acció feta per adversaris, sense atendre a criteris objectius que li donen un valor informatiu més enllà de l'avaluatiu. Per no entrar en controvèrsia en l'ús del terme l'agència de premsa Reuters i el diari Chicago Tribune decidiren no utilitzar-lo.
Tenint en compte açò es defineix de manera científica el terme terrorisme com a l'acció seqüencial intencionadament violenta de caràcter religiós o polític sobre persones no armades que pretén i aconsegueix infundir propaganda (és a dir, expressar i propagar uns missatges polítics o religiosos) a través del terror.

### Nacions Unides
Malgrat que les Nacions Unides reconegueren la conveniència d'un consens en la definició de terrorisme mai s'ha aconseguit fruit de la impossibilitat d'aconseguir una definició rigorosa que no inclogui les accions terroristes dels estats. El primer intent de definició es produí l'any 1937 quan encara era la Societat de Nacions:
| « | Qualsevol acte criminal dirigit contra un estat i encaminat a o calculat per crear un estat de terror en les ments de persones particulars, d'un grup de persones o del públic en general. | » |

La resolució 51/210, «Mesures per eliminar el terrorisme internacional», adoptada en la 88 Assemblea Plenària, del 17 de desembre de 1996, proclama en el punt I.2 que l'Assemblea General de les Nacions Unides:
| « | «Reitera que els actes criminals encaminats o calculats per a provocar un estat de terror al public en general, un grup de persones o persones particulars amb propòsits polítics són injustificables en qualsevol circumstància, siguin quines siguin les consideracions polítiques, filosòfiques, ideològiques, racials, ètniques, religioses o de qualsevol altra naturalesa que puguin ser invocades per justificar-los.» | » |

En un informe a l'ONU l'especialista A.P Schmid proposà prendre com a punt de partida el concepte de crim de guerra, considerat que si la seva definició s'escampa al temps de pau s'arriba a una definició funcional més grans dels actes de terrorisme com els «equivalents en temps de pau als crims de guerra».
En la sèrie de definicions explorades una de les més recents ha estat la formulada l'1 de desembre de 2004 inclosa a l'Informe final del Grup d'experts d'Alt Nivell sobre les Amenaces, els Desafiament i els Canvis, nomenats pel Secretari General de les Nacions Unides:
| « | Qualsevol acte, a més a més dels anteriorment especificats en els convenis i convencions vigents sobre determinats aspectes del terrorisme, els Convenis de Ginebra i la Resolució 1566 del Consell de Seguretat de les Nacions Unides (2004) destinats a causar la mort o lesions corporals greus a un civil o a un no combatent, quan el propòsit de l'esmentat acte, per la seva naturalesa o context, sigui intimidar a una població u obligar a un govern o a una organització internacional a dur a terme una acció o abstenir-se de fer-la. | » |

A més a més el que s'ha d'escrit com un consens acadèmic, acord entre els especialistes, que segons la formulació de Schmid (1988) es pot expressar així:
| « | «El terrorisme és un mètode productor d'ansietat basat en l'acció violenta repetida per part d'un individu o grup (semi) clandestí o per agents de l'estat, per motius idiosincràtics, criminals o polítics, en els que — a diferència de l'assassinat — els blancs directes de la violència no són els blancs principals. Les víctimes humanes immediates de la violència són generalment elegides a l'atzar (blancs d'oportunitat) d'una població blanc, i són utilitzats com generades d'un missatge. Les processos de comunicació basats en l'amenaça — i en la violència — entre el terrorista (l'organització terrorista), les víctimes exposades en perill i els blancs principals són utilitzats per manipular a les audiències blanc, convertint-les en blanc de terror, blanc de demandes o blanc d'atenció, segons que se cerqui primàriament la seva intimidació, la seva coerció o la propaganda.» | » |

## Història
El mot "terrorisme" era utilitzat originalment per a descriure les accions del jacobinisme durant el "Regnat del Terror" a la Revolució Francesa. "El terror no és més que la justícia prompta, severa, inflexible" va dir el líder Maximilien Robespierre. El 1795 Edmund Burke va denunciar el jacobinisme per liderar "milers d'aquests infernals anomenats terroristes".
El gener del 1858 l'italià Felice Orsini va intentar assassinar l'emperador francès Napoleó III, deixant caure tres bombes. Van morir 8 persones i 142 van ser ferides. L'incident va tenir un paper crucial com a inspiració pel desenvolupament dels primers grups terroristes russos. El rus Sergey Nechayev es va definir a ell mateix com a "terrorista", un dels primers exemples de l'ús del terme en el significat modern.

### Món antic
El primer exemple registrat a la història de terrorisme fou el terrorisme fanàtic religiós dels sicarii, una facció dels zelotes, que durant la dècada de 60 i 70 del segle I d.C. va portar a fruïció els seus actes. Els sicarii feien els seus atacs generalment per sorpresa amb la sica degollant legionaris romans, jueus que consideraven traïdors, i apòstates durant el dia i solien fer-ho quan hi havia molta gent; entre la qual després de l'assassinat escapaven.

### Edat mitjana
Entre els segles XI i xiii una banda d'assassins ismaïlites, coneguts com els assassins mataven els seus objectius (croats cristians i sunnites) de manera sistemàtica i per sorpresa, disfressats de cristians o estrangers. Moltes vegades en les seues missions morien sense por a la mort, ja que creien que la mort durant els seus atacs els portaria directament al paradís.

### Segle

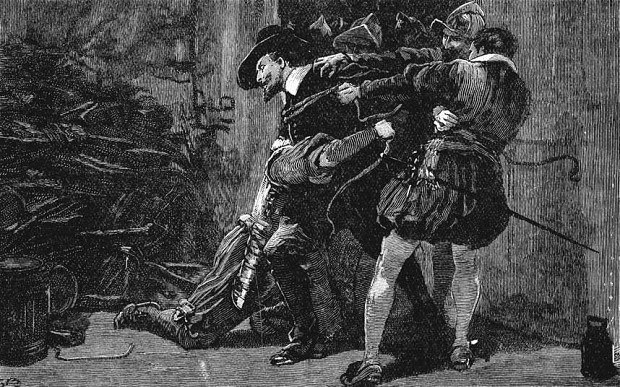
Els conspiradors de la pólvora són descoberts i Guy Fawkes es trobat al soterrani del Parlament amb els explosius.

### Seglexvii
Conspiració de la pólvoraEl 5 de novembre de 1605 un grup de conspiradors, liderats per Guy Fawkes, van intentar destruir el Parlament anglès a la Cerimònia d'obertura del Parlament detonant una gran quantitat de pólvora; col·locada de manera secreta a sota l'edifici. L'objectiu era matar el Rei Jaume I i els membres de les dues cambres del Parlament. En l'anarquia del moment els conspiradors volien fer un cop d'estat i restaurar la fe catòlica a Anglaterra. Tanmateix, la conspiració fou traïda i després frustrada. Aquest intent encara es recorda anualment a Anglaterra amb focs d'artifici i grans fogueres el 5 de novembre de cada any.
Els objectius dels conspiradors són comparats freqüentment als dels terroristes moderns, encara que això també es qüestiona.
Thugs
Des del segle xvii fins al XIX van actuar a l'Índia els thugs, els adoradors de la deessa Kali que assassinaven ofegant amb les pròpies mans com a ritual.

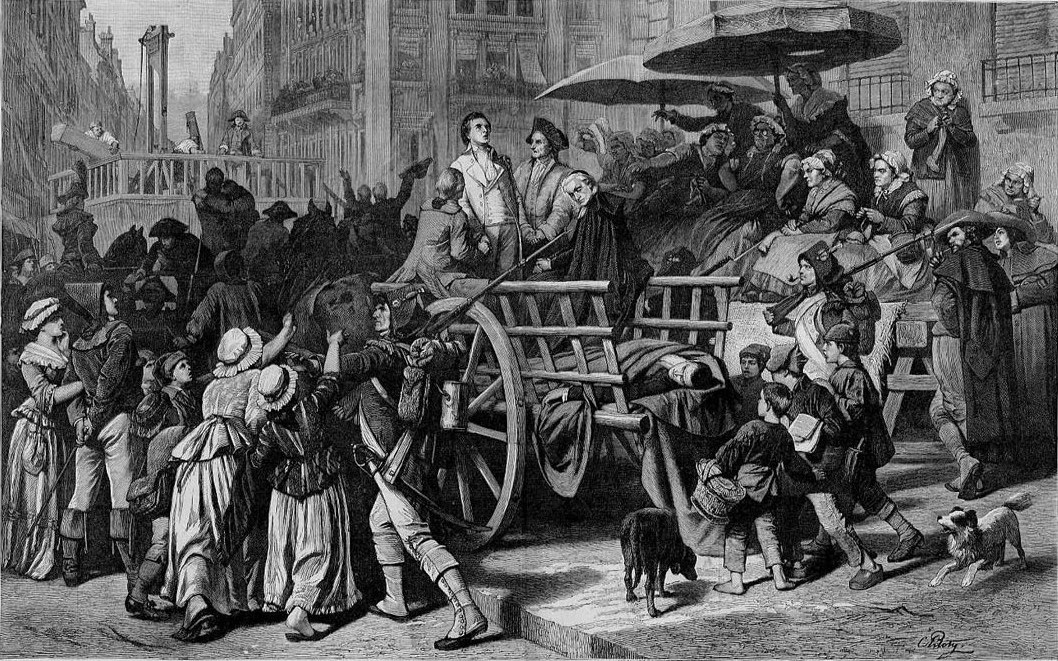
Escena del Regne del Terror.

### Seglexviii
Fills de la LlibertatEls Fills de la Llibertat (Sons of Liberty) van ser una organització secreta oposada a les Lleis Britàniques a les colònies, que va cometre diversos atacs, el més famós dels quals fou la Festa del te de Boston.
Regnat del TerrorEl Regnat del Terror (5 de setembre de 1793 – 28 de juliol de 1794 1794) o, simplement, el Terror (en francès la Terreur) va ser un període d'uns onze mesos durant la Revolució Francesa; quan les lluites entre els rivals havien conduït a la radicalització mútua que tingué un caràcter violent amb les execucions en massa amb guillotina.
El balanç de víctimes durant el Regnat del Terror es xifra en uns 40.000 morts aproximadament. De la gent condemnada pels tribunals revolucionaris, un 8% foren aristòcrates, un 6% clergues, un 14% de classe mitjana, i un 70% treballadors o pagesos acusats d'acumulació, deserció, rebel·lió, i altres crims.

### Segle XXI

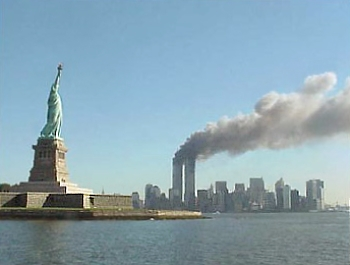
11 de setembre del 2001 - Les torres Nord i Sud del World Trade Center cremant.

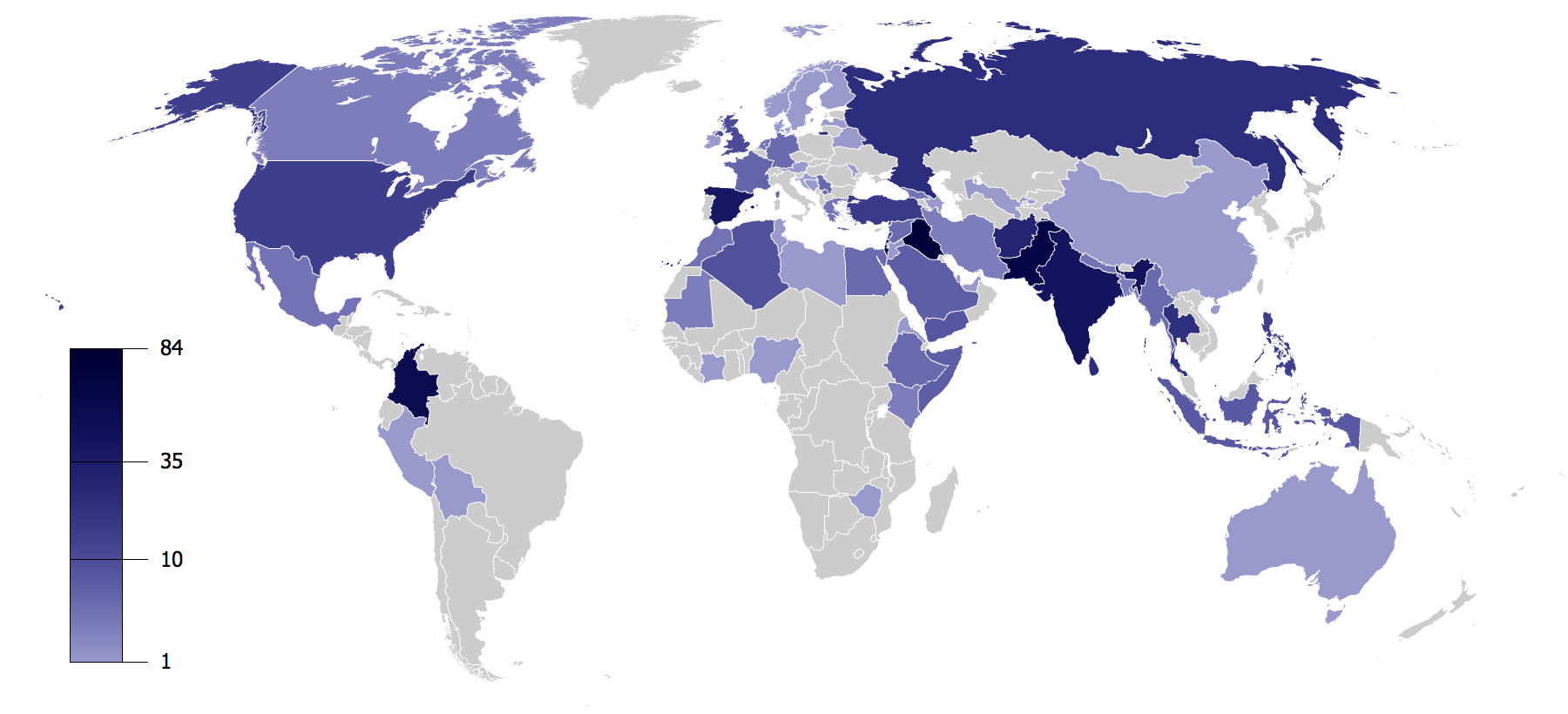
Nombre d'incidents terroristes del 2000 al 2008.

En els atemptats de l'11 de setembre del 2001, dinou atacants afiliats a al-Qaeda van segrestar quatre avions comercials de passatgers i en van fer estavellar dos al World Trade Center i un al Pentàgon. Com a resultat dels atacs, les Torres Bessones del World Trade Center es van ensorrar. Sense incloure els segrestadors, al voltant de 3.000 persones van morir durant els atacs, i van causar canvis dràstics en els protocols de seguretat dels Estats Units, així com una represàlia a nivell global contra els culpables de l'atemptat anomenada "guerra contra el terrorisme".

## Tipus de terrorisme

### Terrorisme individual
El terrorisme individual és una pràctica espontània, encara que amb base social, que va ser desenvolupada principalment a finals del segle xix i principis del xx. Aquest terrorisme va ser practicat per militants anarquistes. Els atemptats comesos per aquests militants tenien com a objectius personalitats de l'àmbit polític, militar o econòmic, normalment com represàlies contra la repressió o els assassinats de camarades.
La idea era que una vegada suprimits els responsables d'aquesta repressió, aquesta desapareixeria perquè els possibles repressors futurs tindrien por de ser assassinats.

### Terrorisme organitzat
El terrorisme organitzat és aquell que és practicat per un grup de persones que no representen a cap govern. En els anys 1960 i 1970, va destacar el terrorisme de caràcter comunista a l'antiga Unió Soviètica i a Sud-àfrica per exemple.

### Terrorisme d'estat
El terrorisme d'Estat consisteix en la utilització, per part d'un Govern, de mètodes il·legítims orientats a induir la por en una població civil determinada a assolir els seus objectius socials, polítics o militars, o fomentar comportaments que d'altra manera no es produirien.
El concepte de terrorisme d'estat és molt controvertit. Les accions militars perpetrades per estats durant una guerra no són habitualment considerades terrorisme, encara que impliquin una xifra de morts civils considerables. El president del Comitè contra el Terrorisme de les Nacions Unides manifestà que el Comitè ha estat disponible en les dotze reunions internacionals sobre el tema.

### Ciberterrorisme
Cada cop més, les xarxes informàtiques influeixen en l'activitat tant de la població com de l'estat, i en la seva possible degradació per «atacs cibernètics» ha donat peu a imaginar la creació d'un possible "ciberterrorisme".
L'abril de 2007, el trasllat d'una estàtua a la capital d'Estònia Tallinn va provocar un aixecament d'un miler de joves rusoparlants. L'aixecament va continuar al llarg del mes de maig amb continus atacs per denegació de servei als principals llocs webs de l'administració estoniana, de bancs, i de diaris estonians de manera versemblant; ocasionats per pirates informàtics al servei del govern rus. Moscou desmentí qualsevol implicació del govern o del Servei Federal de Seguretat de la Federació Russa.
La confrontació entre l'Índia i el Pakistan regularment es trasllada a la xarxa des de 2001 i es duu a terme a través de la difusió de virus informàtics i de la fallida de llocs webs de les parts confrontades.
El National Center for Digital Intrusion Response (NCDIR) fou un organisme creat per l'FBI l'any 2007 amb un pressupost anual de tres milions de dòlars que pretén tractar el problema de la cibercriminalitat. La fita principal és protegir la ciberinfraestructura dels Estats Units.
El 9-N (el 9 de novembre de 2014) webs de la Generalitat de Catalunya van patir atacs diversos atacs informàtics que segons el president Mas van arribar a posar en perill fins i tot historials clínics de pacients i receptes electròniques.

## Causes
L'explicació dels actes terroristes mitjançant les hipòtesis deterministes han sigut refutades. Açò ha deixat que la imputació de la responsabilitat quede en la voluntat del terrorista.
S'ha parlat de causes profundes, les quals solen ser les explicacions donades per les persones d'idees polítiques progressistes. Les causes profundes que han sigut pensades són: l'opressió, la pobresa, les humiliacions i els conflictes polítics.
Altra no causa demostrada és que les conviccions polítiques o religioses de caràcter justificador d'actes terroristes no són suficients per a fer d'un simpatitzant a un agent terrorista.

### Aspectes psicològics del terrorisme
La complexitat del fenomen terrorista impedeix la seva aprehensió des d'una única concepció psicològica. D'altra banda, la bibliografia especialitzada presenta un excés de teories davant el nombre d'estudis empírics realitzats, en part degut a la dificultat d'accedir a la psicologia dels terroristes per analitzar-la.
Hi ha, però, diversos estudis de referència sobre el tema, entre ells, destaquen els següents:
- Entre el 1979 i el 1981 es va realitzar una investigació encarregada pel Ministeri de l'Interior d'Alemanya que pretenia aprofundir en la biografia de persones sospitoses de terrorisme (la majoria d'extrema esquerra, i uns quants d'extrema dreta). A més de la consulta d'expedients, es van realitzar múltiples entrevistes amb terroristes empresonats. De la investigació es va deduir el perfil d'un professional del terrorisme sobre la base d'una concreta evolució psicològica: situació inicial d'opressió (social i/o familiar); vida a la clandestinitat on es desenvolupava un contramodel de la seva vida anterior; desenvolupament d'una dicotomia amic-enemic que desemboca en una pèrdua del sentit de la realitat.
- Martha Crenshaw (basant-se en testimonis autobiogràfics d'exmembres i membres de l'IRA, OAP, etc.), Marc Sagem (sobretot l'anomenada "Yihad"), Khapta Akhmedova i Ariel Merari (sobre l'entorn social i familiars dels terroristes), Eyad El-Sarraj (sobre el terrorisme suïcida), Brian Barber (sobretot joves de la Franza de Gaza), Anne Speckhard (a través del testimoni d'ostatges de terroristes); Jerrold Post, Nicholas Argo i Yoram Schweizer (a partir de testimonis recollits en presons israelianes i palestines); i Nasr Hassam (a partir d'entrevistes amb membres de Hamas i Yihad)

## Repressió del terrorisme
Les formes i les eines per a combatre les persones i les organitzacions a les quals un estat qualifica de terroristes o potencialment terroristes, han estat i són objecte de discussió. En alguns casos s'ha sostingut que la repressió del terrorisme s'ha de fer seguint els procediments legals, respectant els drets humans de les persones i preservant el sistema democràtic, però en altres casos l'estat ha recorregut a procediments il·legals, forces parapolicials i paramilitars, autorització de la tortura, suspensió dels drets humans i fins i tot instal·lació de dictadures. Entre els procediments per reprimir el terrorisme, també s'ha sostingut la necessitat de segrestar i suprimir la identitat dels fills de les persones als quals l'estat imputa ser terroristes. En aquest últim sentit, la jutgessa argentina Delia Pons va expressar en 1978 a l'Associació Abuelas de Plaza de Mayo, la doctrina jurídica que sostenia en matèria de fills de persones qualificades com a terroristes per l'estat:
| «                              | Estic convençuda que els seus fills eren terroristes, i terrorista és sinònim d'assassí. Als assassins jo no els penso tornar els fills perquè no seria just fer-ho. No tenen dret a criar-los. Tampoc em vaig a pronunciar per la devolució dels nens a vostès. És il·lògic pertorbar a aquestes criatures que estan en mans de famílies decents que sabran educar com no van saber fer vostès amb els seus fills. Només sobre el meu cadàver van a obtenir la tinença d'aquests nens. | » |
| — Delia Pons, Jutge de Menors. | |   |

Entre les experiències internacionals més destacades per reprimir accions qualificades, segons els estats implicats, com a terroristes es troben les que van realitzar els governs militars argentí i xilè en la dècada de 1970, el govern italià davant les Brigades Roges, el govern espanyol davant l'ETA i el govern dels Estats Units en l'anomenada Guerra contra el terrorisme. Les pràctiques, tàctiques i estratègies de governs, exèrcits i altres grups especialitzats contra el terrorisme, es denomina contraterrorisme.

## Responsables
Els actes terroristes poden ser duts a terme per individus, grups o estats. Segons algunes definicions, agents estatals clandestins o semiclandestins també poden dur a terme accions terroristes fora del marc d'un estat de guerra. Tanmateix, la imatge més habitual del terrorisme és la de cèl·lules petites i sigiloses, molt motivades per servir una causa concreta. Moltes de les operacions més mortals de temps recents, com ara els atemptats de l'11 de setembre, les bombes del metro de Londres i els atemptats de Bali del 2002 foren planejades i executades per un grup estret, format per bons amics, membres d'una família i altres xarxes socials fortes. Aquests grups van aprofitar el flux lluire d'informacions i l'ús de telecomunicacions eficients per reeixir allà on altres havien fracassat. Al llarg dels anys, molta gent ha intentat trobar un perfil terrorista per provar d'explicar les accions d'aquests individus a través de la seva psicologia i les seves circumstàncies socials. Altres, com Roderick Hindery, han provat de discernir perfils en les tàctiques de propaganda utilitzades pels terroristes. Algunes organitzacions de seguretat designen aquests grups com a "agents no estatals violents".

S'ha descobert que els terroristes semblen, vesteixen i es comporten com una persona normal, fins que executin la missió que se'ls ha assignat. L'anàlisi de perfils terroristes basada en trets de personalitat, físics o sociològics no sembla particularment útil. La descripció física i etològica del terrorista podria descriure gairebé qualsevol persona normal.

### Terrorisme patrocinat per l'estat
"Terrorisme patrocinat per l'estat" és un terme utilitzat de manera vaga per descriure el terrorisme patrocinat per estats nació. Com en el cas del terrorisme, la definició precisa del terme i la identificació d'exemples concrets són un tema d'intensa controvèrsia política. En general, s'associa el terrorisme patrocinat per l'estat amb cossos paramilitars. Sovint és utilitzat en combinació amb el terrorisme d'estat, és a dir, el terrorisme dut a terme per estats nació.

## Organitzacions terroristes cèlebres

### Països Catalans
- La Reixa - (1904)
- Bandera Negra
- Los Solidarios - (1922)
- ORMICA - (1927 (?))
- Nosaltres Sols! - (1931)
- MIL - (1971)
- OLLA - (1972-1973)
- Terra Lliure - (1978)
- Escamots Autònoms d'Alliberament-

(1994)

### Món
- AAA - Triple A
- Al-Qaida
- ASALA
- Autodefensas Unidas de Colombia
- Avanguardia Nazionale
- Bandera Negra
- Brigades Roges
- CJGA
- ETA
- GAL
- Hezbollah
- IRA
- Irgun
- Moviment de Resistència Afrikaner
- Ordine Nuovo
- PKK
- Secta dels assassins
- Setembre Negre
- Stern
- Ulster Defence Association/Ulster Freedom Fighters
- Ulster Volunteer Force